# Tanjung Damai
Tanjung Damai is een bestuurslaag in het regentschap Bengkalis van de provincie Riau, Indonesië. Tanjung Damai telt 747 inwoners (volkstelling 2010).